# ۷۲۰ (خورشیدی)
۷۲۰ هفتصد و بیستمین سال هجری خورشیدی است.